# Junior Lecerf
Junior Lecerf voorheen William Junior Lecerf (Halle, 15 oktober 2002) is een Belgisch wielrenner en voormalig veldrijder die in 2024 prof werd bij Soudal Quick-Step.

## Levensloop
Lecerf reed als junior twee seizoenen in het veld, daarnaast was hij op de weg actief voor Acrog-Tormans. In 2021 maakte hij de overstap naar de Franse amateurploeg CC Etupes. Na een seizoen ging hij rijden voor Lotto–Soudal U23 en werd onder meer vierde in de Giro Next Gen en zevende in Luik-Bastenaken-Luik voor beloften. In 2023 reed hij voor Soudal Quick-Step Devo Team en won de Ronde van Lombardije voor beloften naast een achtste plaats in de Giro Next Gen.
In 2024 kreeg hij zijn kans bij de profs toen hij een contract tekende bij World Tour-ploeg van Soudal Quick-Step. In zijn eerste wedstrijd in de AlUla Tour werd hij tweede in de laatste rit achter Simon Yates en won het jongerenklassement. In februari 2024 behaalde hij zijn eerste profzege in de vierde etape van de Ronde van Rwanda, alsook een tweede plaats in de daaropvolgende tijdrit daags nadien.

## Palmares

### Veldrijden
| Seizoen   | Cat.     | WK  | EK  | BK  | Overige  | Totaal aantal zeges |
| --------- | -------- | --- | --- | --- | -------- | ------------------- |
| 2018-2019 | Junioren | NVT | NVT | 19e | Pétange  | 1                   |
| 2019-2020 | Junioren | NVT | NVT | 29e | Overijse | 1                   |

### Wegwielrennen

#### Overwinningen
2023
Ronde van Lombardije voor beloften
Memorial Igor Decraene
Klimkoers Herbeaumont U23
2024
Jongerenklasement AlUla Tour
1e (TTT) en 4e etappe Ronde van Rwanda
2025
2e etappe Ronde van Tsjechië
Eind- en puntenklassement Ronde van Tsjechië

#### Resultaten in voornaamste wedstrijden
| Jaar | Ronde van Italië | Ronde van Frankrijk | Ronde van Spanje |
| ---- | ---------------- | ------------------- | ---------------- |
| 2024 |                  |                     | 44e              |
| 2025 |                  |                     |                  |

| Jaar | Amstel Gold Race | Luik-Bast.‑Luik | Ronde van Lombardije | Waalse Pijl | Clásica San Sebastián |
| ---- | ---------------- | --------------- | -------------------- | ----------- | --------------------- |
| 2024 | 56e              | opgave          | 99e                  |             | 52e                   |
| 2025 |                  |                 |                      | 90e         | 79e                   |

#### Resultaten in kleinere rondes
| Jaar | Ronde van Catalonië | Ronde van het Baskenland | Ronde van Romandië | Ronde van Zwitserland |
| ---- | ------------------- | ------------------------ | ------------------ | --------------------- |
| 2024 | 32e                 | 25e                      |                    | 21ste                 |
| 2025 | 14e                 |                          | 8e                 |                       |

## Ploegen
- 2021 –  CC Étupes
- 2022 –  Lotto Soudal U23
- 2023 –  Soudal Quick-Step Devo Team
- 2024 –  Soudal-Quick Step
- 2025 –  Soudal Quick-Step

Alaphilippe · Asgreen · Bastiaens · Cattaneo · Černý · Evenepoel      · Gelders · Hirt · Huby · Knox · Lampaert · Lamperti · Landa · Lecerf · Magnier · Masnada · Merlier · Moscon · Pedersen · Reinderink · Serry · Svrček · Van Lerberghe · Van Wilder · Vangheluwe · Vansevenant · Vervaeke · Warlop